# Darío Rubio
Darío Rubio (Mineral de la Luz, Guanajuato, 8 de diciembre de 1878 - Ciudad de México, 21 de enero de 1952), fue un escritor y académico mexicano. Se especializó en el estudio de la paremiología y el español mexicano. Realizó algunas publicaciones bajo el seudónimo de Ricardo del Castillo.

## Semblanza biográfica
Hizo sus primeros estudios en su estado natal. Se trasladó a la Ciudad de México, en donde trabajó para diversas empresas, entre ellas, el Nacional Monte de Piedad. Interesado en la paremiología y en el habla popular, redactó artículos para diversas publicaciones periódicas. El 23 de octubre de 1918, fue elegido miembro correspondiente de la Academia Mexicana de la Lengua, años más tarde fue nombrado miembro de número, tomó posesión de la silla V el 20 de julio de 1927 con el discurso "El lenguaje popular mexicano", al cual dio respuesta Victoriano Salado Álvarez. Fue secretario de la institución desde 1931 y tesorero desde 1934, cargos que ejerció hasta su muerte, la cual ocurrió el 21 de enero de 1952 en la Ciudad de México.

## Obras publicadas
- Pierrot: ensayo dramático, 1909.
- Ligeras reflexiones acerca de nuestro teatro nacional, 1912.
- Los llamados mexicanismos de la Academia española, 1917.
- Nahuatlismos y barbarismos, 1919.
- El jaripeo, 1920.
- La anarquía del lenguaje en la América española, 1925.
- Refranes, proverbios y dichos y dicharachos mexicanos, dos volúmenes, 1925 y 1940.
- El Nacional Monte de Piedad: fundado en el año de 1775, 1947.
- El pobrecito señor X. La oruga, firmado con el seudónimo de Ricardo del Castillo.